# Dactylosimus
Dactylosimus là một chi bọ cánh cứng trong họ 
Elateridae.
Chi này được miêu tả khoa học năm 1923 bởi Fleutiaux.

## Các loài
Chi này có các loài:
- Dactylosimus dorsalis Fleutiaux, 1922